# Свідерський Володимир Йосипович

Володимир Йосипович Свідерський (рос. Владимир Иосифович Свидерский, 1 травня 1910 — 15 листопада 1994) — радянський філософ, доктор філософських наук, професор, представник Ленінградської онтологічної школи.
Член КПРС з 1929 року. Закінчив фізичний факультет ЛДУ (1936). У 1941 році закінчив аспірантуру при філософському факультеті ЛДУ. У роки Другої світової війни воював, як старший інструктор політичного відділу 8-ма армія та батальонного комісара. Після демобілізації у 1946 та до 1984 року працював у Ленінградському державному університеті імені О. С. Пушкіна на катедрі діалектичного й історичного иатеріалізму. У 1955 захистив докторську дисертацію — "Про розвиток просторово-часових уявлень про фізику та їхнє філософське значення".